# 大力神图形卡
大力神图形卡（英語：Hercules Graphics Card，簡稱HGC）是由美国大力神公司于1982年开发的一种单色顯示卡，分辨率为720x348，可以显示清晰的文字和图形。在过去个人电脑的早期年代，由于Herculus能够以较廉宜的价钱及较高的解像度（相对于CGA的640x200单色显示、或EGA的640x350的16色显示）显示图形，而且给予用户较大的弹性去利用图型卡，当时台湾的中文系统都以这显示卡为设计标准，并把画面重新调适为640x408，使电脑除了能够保留有25个标准行于一般程序使用以外，还有额外多两行供系统使用（主要是让用户选字及提供系统讯息）。但其複雜低階的控制方式（不被INT 10h支援，所以必須直接存取卡上硬體I/O設定）與特立獨行的顯示規格（720x348），在不使用高階語法、以中低階語言直接控制（此為當時設計遊戲尤其常見的需求）的情況下，顯得相當難以駕馭。

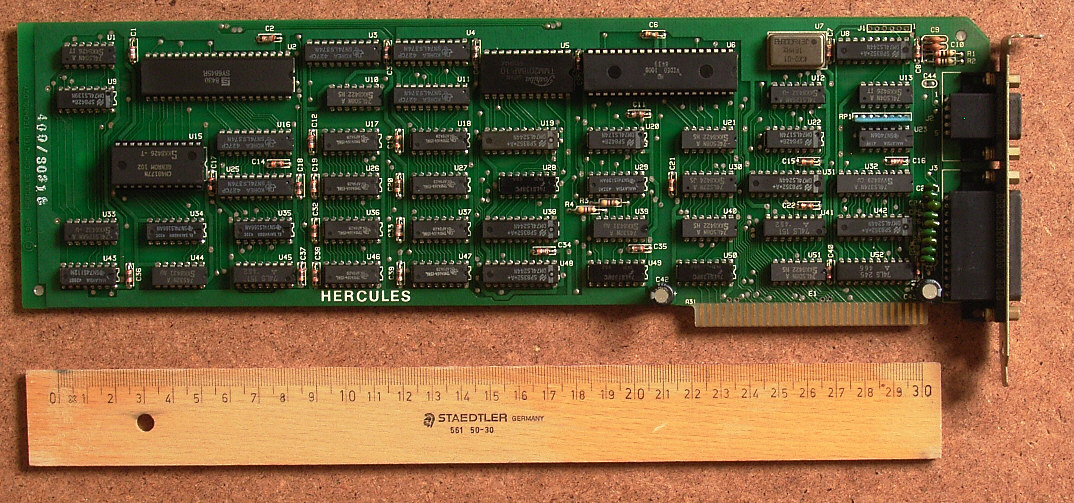
大力神图形卡